# Keely Hodgkinson
Keely Hodgkinson (ur. 3 marca 2002 w Wigan) – brytyjska lekkoatletka specjalizująca się w biegach średnich.
W 2018 triumfowała w biegu na 800 metrów podczas mistrzostw Europy juniorów młodszych. Rok później zdobyła brąz na tym dystansie w trakcie trwania mistrzostw Europy U20 w Borås. Halowa mistrzyni Starego Kontynentu z Torunia (2021). W tym samym roku zdobyła w Tokio wicemistrzostwo olimpijskie, ustanawiając w finale nowy rekord Wielkiej Brytanii na dystansie 800 metrów.
W 2022 zdobyła na dystansie 800 metrów srebrne medale na mistrzostwach świata w Eugene i igrzyskach Wspólnoty Narodów w Birmingham oraz złoty medal na mistrzostwach Europy w Monachium.
W 2023 wywalczyła trzy medale: zwyciężyła w biegu na 800 metrów na halowych mistrzostwach Europy w Stambule, zdobyła brązowy medal młodzieżowych mistrzostw Europy w Espoo w biegu na 400 metrów, a także w Budapeszcie została wicemistrzynią świata. Rok później obroniła tytuł mistrzyni Europy i w Paryżu została mistrzynią olimpijską.
Złota medalistka mistrzostw Wielkiej Brytanii.

## Osiągnięcia
| Rok  | Impreza                               | Miejsce    | Konkurencja   | Pozycja    | Wynik   | Reprezentacja |
| ---- | ------------------------------------- | ---------- | ------------- | ---------- | ------- | ------------- |
| 2018 | Mistrzostwa Europy juniorów młodszych | Győr       | bieg na 800 m | 1. miejsce | 2:04,84 | GBR           |
| 2019 | Mistrzostwa Europy juniorów           | Borås      | bieg na 800 m | 3. miejsce | 2:04,84 | GBR           |
| 2021 | Halowe mistrzostwa Europy             | Toruń      | bieg na 800 m | 1.miejsce  | 2:03,88 | GBR           |
| 2021 | Igrzyska olimpijskie                  | Tokio      | bieg na 800 m | 2. miejsce | 1:55,88 | GBR           |
| 2022 | Halowe mistrzostwa świata             | Belgrad    | bieg na 800 m | –          | DNS     | GBR           |
| 2022 | Mistrzostwa świata                    | Eugene     | bieg na 800 m | 2. miejsce | 1:56,38 | GBR           |
| 2022 | Igrzyska Wspólnoty Narodów            | Birmingham | bieg na 800 m | 2. miejsce | 1:57,40 | ENG           |
| 2022 | Mistrzostwa Europy                    | Monachium  | bieg na 800 m | 1.miejsce  | 1:59,04 | GBR           |
| 2023 | Halowe mistrzostwa Europy             | Stambuł    | bieg na 800 m | 1.miejsce  | 1:58,66 | GBR           |
| 2023 | Młodzieżowe mistrzostwa Europy        | Espoo      | bieg na 400 m | 3. miejsce | 51,76   | GBR           |
| 2023 | Mistrzostwa świata                    | Budapeszt  | bieg na 800 m | 2. miejsce | 1:56,34 | GBR           |
| 2024 | Mistrzostwa Europy                    | Rzym       | bieg na 800 m | 1.miejsce  | 1:58,65 | GBR           |
| 2024 | Igrzyska olimpijskie                  | Paryż      | bieg na 800 m | 1. miejsce | 1:56,72 | GBR           |

## Rekordy życiowe
- bieg na 400 metrów (stadion) – 51,61 (15 maja 2024, Savona)
- bieg na 600 metrów (hala) – 1:23,41 (28 stycznia 2023, Manchester) – najlepszy wynik w historii światowej lekkoatletyki
- bieg na 800 metrów (stadion) – 1:54,61 (20 lipca 2024, Londyn) – rekord Wielkiej Brytanii, rekord Europy U23, 6. wynik w historii światowej lekkoatletyki; 3 sierpnia 2021 w Tokio czasem 1:55,88 ustanowiła aktualny rekord Europy juniorów
- bieg na 800 metrów (hala) – 1:57,18 (25 lutego 2023, Birmingham) – rekord Wielkiej Brytanii, 6. wynik w historii światowej lekkoatletyki; 30 stycznia 2021 w Wiedniu czasem 1:59,03 ustanowiła aktualny rekord Europy juniorów